# Onafhankelijke clientondersteuning
Onafhankelijke cliëntondersteuning is een Nederlandse regeling waarbij inwoners vanuit de gemeente hulp kunnen krijgen bij het regelen van zorg en ondersteuning.

## Achtergrond
Onafhankelijke cliëntondersteuning is als regeling vastgelegd in de Wet maatschappelijke ondersteuning 2015. Deze wet verplicht gemeenten per 1 januari 2015 om deze regeling met eigen middelen als kosteloze algemene voorziening te organiseren voor alle (groepen) burgers. Sinds 2007 is onafhankelijke cliëntondersteuning wettelijk geregeld, maar werd de hulp voorheen met via het Rijk verstrekte middelen ingekocht.
Om deze hulp te verkrijgen kan men terecht bij de gemeente of bij een zorgkantoor, afhankelijk van de situatie waarin de persoon verkeert. Indien er een Wet Langdurige Zorg-indicatie is afgegeven verloopt de cliëntondersteuning via het zorgkantoor; in alle overige situaties kan iemand terecht bij de gemeente waarin de persoon woonachtig is.
De door de gemeente of zorgkantoor toegewezen cliëntondersteuner behoort onafhankelijk te zijn en te beschikken over de noodzakelijk kennis met betrekking tot het aanbod in zorg en ondersteuning in de regio en de van toepassing zijnde wet- en regelgeving. De ondersteuner kan informatie en advies geven maar kan ook van dienst zijn bij het aanvragen van de gewenste c.q. noodzakelijke ondersteuning.
De regeling is bedoeld om de hulpvrager en diens omgeving te ontlasten. Door de grote hoeveelheid regels, zorgverleners en soms gebrekkige onderlinge afstemming lopen te veel hulpvragers vast en krijgen ze niet of te laat de benodigde hulp. De cliëntondersteuner fungeert als centraal aanspreekpunt en kan zo zorgdragen voor een betere en meer efficiënte inzet van hulp.

## Doelgroep
De ondersteuning is bedoeld voor iedereen met een beperking, chronische ziekte, psychische aandoening of gedragsproblemen. Samen met de cliënt wordt bekeken welke problemen er zijn en wat nodig is om deze op te lossen. Deze problemen kunnen betrekking hebben op zorg, wonen, werk, school, gezondheid, jeugdhulp, regelingen, schulden en opvoeding.

## Bekendheid
Uit de Monitor cliëntondersteuning 2020 van het Rijksinstituut voor Volksgezondheid en Milieu (RIVM) bleek dat de helft van de thuiswonende mensen met een ziekte of aandoening niet wist van het bestaan van cliëntondersteuners als wegwijzers in de zorg.